# جاي ر. فارغاس
جاي ر. فارغاس (بالإنجليزية: Jay R. Vargas)‏ هو ضابط أمريكي، ولد في 29 يوليو 1938 في وينسلو في الولايات المتحدة.